# Partecipanti alla Vuelta a España 2012
Elenco dei partecipanti alla Vuelta a España 2012.
Alla competizione presero parte 22 squadre; ognuna di esse era composta da 9 corridori, per un totale di 198 ciclisti. Sul traguardo di Madrid giunsero 175 corridori.

## Corridori per squadra
| Movistar Team     | Movistar Team          | Movistar Team     | FDJ-BigMat                          | FDJ-BigMat                          | FDJ-BigMat                          | Rabobank Cycling Team       | Rabobank Cycling Team       | Rabobank Cycling Team       |
| ----------------- | ---------------------- | ----------------- | ----------------------------------- | ----------------------------------- | ----------------------------------- | --------------------------- | --------------------------- | --------------------------- |
| 1                 | Juan José Cobo         | 67º               | 81                                  | Arnold Jeannesson                   | 64º                                 | 161                         | Robert Gesink               | 6º                          |
| 2                 | Jonathan Castroviejo   | 148º              | 82                                  | William Bonnet                      | 152º                                | 162                         | Lars Boom                   | 107º                        |
| 3                 | Imanol Erviti          | 132º              | 83                                  | David Boucher                       | R 4ª                                | 163                         | Matti Breschel              | 159º                        |
| 4                 | Beñat Intxausti        | 10º               | 84                                  | Nacer Bouhanni                      | R 13ª                               | 164                         | Stef Clement                | 100º                        |
| 5                 | Pablo Lastras          | 74º               | 85                                  | Arnaud Courteille                   | 154º                                | 165                         | Juan Manuel Gárate          | 42º                         |
| 6                 | Javier Moreno          | 66º               | 86                                  | Rémi Pauriol                        | 23º                                 | 166                         | Bauke Mollema               | 28º                         |
| 7                 | Nairo Quintana         | 36º               | 87                                  | Gabriel Rasch                       | 118º                                | 167                         | Grischa Niermann            | 103º                        |
| 8                 | José Joaquín Rojas     | NP 14ª            | 88                                  | Dominique Rollin                    | 153º                                | 168                         | Laurens ten Dam             | 8º                          |
| 9                 | Alejandro Valverde     | 2º                | 89                                  | Benoît Vaugrenard                   | 136º                                | 169                         | Dennis van Winden           | 164º                        |
| AG2R La Mondiale  | AG2R La Mondiale       | AG2R La Mondiale  | Garmin-Sharp                        | Garmin-Sharp                        | Garmin-Sharp                        | RadioShack-Nissan           | RadioShack-Nissan           | RadioShack-Nissan           |
| 11                | John Gadret            | NP 10ª            | 91                                  | Andrew Talansky                     | 7º                                  | 171                         | Maxime Monfort              | 16º                         |
| 12                | Maxime Bouet           | 20º               | 92                                  | Thomas Dekker                       | 149º                                | 172                         | Jan Bakelants               | 22º                         |
| 13                | Ben Gastauer           | 81º               | 93                                  | Koldo Fernández                     | 134º                                | 173                         | Daniele Bennati             | 144º                        |
| 14                | Blel Kadri             | 169º              | 94                                  | Michel Kreder                       | 96º                                 | 174                         | Laurent Didier              | 86º                         |
| 15                | Lloyd Mondory          | 104º              | 95                                  | Raymond Kreder                      | 172º                                | 175                         | Linus Gerdemann             | R 18ª                       |
| 16                | Matteo Montaguti       | 72º               | 96                                  | Christophe Le Mével                 | 31º                                 | 176                         | Markel Irizar               | 93º                         |
| 17                | Rinaldo Nocentini      | 18º               | 97                                  | Martijn Maaskant                    | 150º                                | 177                         | Tiago Machado               | 40º                         |
| 18                | Christophe Riblon      | 162º              | 98                                  | Thomas Peterson                     | 115º                                | 178                         | Grégory Rast                | 92º                         |
| 19                | Nicolas Roche          | 12º               | 99                                  | Johan Vansummeren                   | 79º                                 | 179                         | Hayden Roulston             | NP 13ª                      |
| Andalucía         | Andalucía              | Andalucía         | Katusha Team                        | Katusha Team                        | Katusha Team                        | Sky Procycling              | Sky Procycling              | Sky Procycling              |
| 21                | Adrián Palomares       | 112º              | 101                                 | Joaquim Rodríguez                   | 3º                                  | 181                         | Christopher Froome          | 4º                          |
| 22                | Sergio Carrasco        | 94º               | 102                                 | Pavel Brutt                         | 106º                                | 182                         | Juan Antonio Flecha         | 98º                         |
| 23                | Gustavo César Veloso   | 114º              | 103                                 | Xavier Florencio                    | 105º                                | 183                         | Sergio Henao                | 14º                         |
| 24                | Javier Chacón          | 161ª              | 104                                 | Michail Ignat'ev                    | 171º                                | 184                         | Danny Pate                  | 147º                        |
| 25                | Pablo Lechuga          | R 16ª             | 105                                 | Alberto Losada                      | 37º                                 | 185                         | Richie Porte                | 68º                         |
| 26                | Juan José Lobato       | 174º              | 106                                 | Denis Men'šov                       | 54º                                 | 186                         | Ian Stannard                | 111º                        |
| 27                | Javier Ramírez Abeja   | 120º              | 107                                 | Daniel Moreno                       | 5º                                  | 187                         | Ben Swift                   | 121º                        |
| 28                | Jesús Rosendo          | NP 19ª            | 108                                 | Gatis Smukulis                      | 117º                                | 188                         | Rigoberto Urán              | 29º                         |
| 29                | José Vicente Toribio   | 133º              | 109                                 | Ángel Vicioso                       | 95º                                 | 189                         | Xabier Zandio               | R 12ª                       |
| Astana Pro Team   | Astana Pro Team        | Astana Pro Team   | Lampre-ISD                          | Lampre-ISD                          | Lampre-ISD                          | Team Argos-Shimano          | Team Argos-Shimano          | Team Argos-Shimano          |
| 31                | Fredrik Kessiakoff     | 31º               | 111                                 | Damiano Cunego                      | 33º                                 | 191                         | John Degenkolb              | 131º                        |
| 32                | Asan Bazaev            | R 20ª             | 112                                 | Winner Anacona                      | 19º                                 | 192                         | Koen de Kort                | 85º                         |
| 33                | Aleksandr D'jačenko    | 137ª              | 113                                 | Davide Cimolai                      | 163º                                | 193                         | Yukihiro Doi                | 139º                        |
| 34                | Enrico Gasparotto      | NP 2ª             | 114                                 | Denys Kostjuk                       | 56º                                 | 194                         | Tom Dumoulin                | R 8ª                        |
| 35                | Andrej Kašečkin        | 34º               | 115                                 | Oleksandr Kvačuk                    | 125º                                | 195                         | Johannes Fröhlinger         | 83º                         |
| 36                | Kevin Seeldraeyers     | 39º               | 116                                 | Marco Marzano                       | 73º                                 | 196                         | Alexandre Geniez            | 90º                         |
| 37                | Egor Silin             | 122ª              | 117                                 | Przemysław Niemiec                  | 15º                                 | 197                         | Simon Geschke               | 71º                         |
| 38                | Paolo Tiralongo        | 38º               | 118                                 | Morris Possoni                      | NP 13ª                              | 198                         | Thierry Hupond              | 124º                        |
| 39                | Andrej Zejc            | 52ª               | 119                                 | Davide Viganò                       | 141º                                | 199                         | Cheng Ji                    | 175º                        |
| BMC Racing Team   | BMC Racing Team        | BMC Racing Team   | Liquigas-Cannondale                 | Liquigas-Cannondale                 | Liquigas-Cannondale                 | Team Saxo Bank-Tinkoff Bank | Team Saxo Bank-Tinkoff Bank | Team Saxo Bank-Tinkoff Bank |
| 41                | Philippe Gilbert       | 59º               | 121                                 | Eros Capecchi                       | 121º                                | 201                         | Alberto Contador            | 1º                          |
| 42                | Alessandro Ballan      | 63ª               | 122                                 | Maciej Bodnar                       | 138º                                | 202                         | Jesús Hernández             | 43º                         |
| 43                | Brent Bookwalter       | 78º               | 123                                 | Mauro Da Dalto                      | 130º                                | 203                         | Rafał Majka                 | 32º                         |
| 44                | Steven Cummings        | 156º              | 124                                 | Tiziano Dall'Antonia                | 140º                                | 204                         | Daniel Navarro              | 55º                         |
| 45                | Yannick Eijssen        | 119º              | 125                                 | Maciej Paterski                     | 89º                                 | 205                         | Benjamín Noval              | 108º                        |
| 46                | Klaas Lodewyck         | 116º              | 126                                 | Daniele Ratto                       | R 12ª                               | 206                         | Sérgio Paulinho             | 70º                         |
| 47                | Amaël Moinard          | 99º               | 127                                 | Cristiano Salerno                   | 49º                                 | 207                         | Bruno Pires                 | 97º                         |
| 48                | Steve Morabito         | 35º               | 128                                 | Cayetano Sarmiento                  | 60º                                 | 208                         | Nicki Sørensen              | 155º                        |
| 49                | Mauro Santambrogio     | 68º               | 129                                 | Elia Viviani                        | 128º                                | 209                         | Matteo Tosatto              | 135º                        |
| Caja Rural        | Caja Rural             | Caja Rural        | Lotto-Belisol Team                  | Lotto-Belisol Team                  | Lotto-Belisol Team                  | Vacansoleil-DCM             | Vacansoleil-DCM             | Vacansoleil-DCM             |
| 51                | Javier Aramendia       | 170º              | 131                                 | Jurgen Van den Broeck               | NP 14ª                              | 211                         | Thomas De Gendt             | 62º                         |
| 52                | Danail Petrov          | 158º              | 132                                 | Bart De Clercq                      | 17º                                 | 212                         | Martijn Keizer              | 102º                        |
| 53                | Hernâni Brôco          | 53º               | 133                                 | Jens Debusschere                    | NP 14ª                              | 213                         | Sergej Lagutin              | 46º                         |
| 54                | André Cardoso          | 21º               | 134                                 | Adam Hansen                         | 123º                                | 214                         | Pim Ligthart                | 126º                        |
| 55                | Manuel Antonio Cardoso | 160º              | 135                                 | Olivier Kaisen                      | R 14ª                               | 215                         | Bert-Jan Lindeman           | 143º                        |
| 56                | David de la Fuente     | 65º               | 136                                 | Gianni Meersman                     | 57º                                 | 216                         | Tomasz Marczyński           | 13º                         |
| 57                | Aitor Galdós           | 173º              | 137                                 | Vicente Reynés                      | 82º                                 | 217                         | Wouter Mol                  | 151º                        |
| 58                | Marcos García          | 27º               | 138                                 | Joost van Leijen                    | R 17ª                               | 218                         | Rob Ruijgh                  | R 17ª                       |
| 59                | Antonio Piedra         | 84º               | 139                                 | Frederik Willems                    | 142º                                | 219                         | Rafael Valls                | R 14ª                       |
| Cofidis           | Cofidis                | Cofidis           | Omega Pharma-Quickstep Cycling Team | Omega Pharma-Quickstep Cycling Team | Omega Pharma-Quickstep Cycling Team |                             |                             |                             |
| 61                | David Moncoutié        | 109º              | 141                                 | Tony Martin                         | R 20ª                               |                             |                             |                             |
| 62                | Yoann Bagot            | NP 8ª             | 142                                 | Dario Cataldo                       | 51º                                 |                             |                             |                             |
| 63                | Florent Barle          | 129º              | 143                                 | Kevin De Weert                      | 41º                                 |                             |                             |                             |
| 64                | Mickaël Buffaz         | 45º               | 144                                 | Serge Pauwels                       | 24º                                 |                             |                             |                             |
| 65                | Leonardo Duque         | 80º               | 145                                 | František Raboň                     | 157º                                |                             |                             |                             |
| 66                | Egoitz García          | 101º              | 146                                 | Gert Steegmans                      | 110º                                |                             |                             |                             |
| 67                | Luis Ángel Maté        | 47º               | 147                                 | Zdeněk Štybar                       | 76º                                 |                             |                             |                             |
| 68                | Rudy Molard            | 113º              | 148                                 | Niki Terpstra                       | 127º                                |                             |                             |                             |
| 69                | Nico Sijmens           | 87º               | 149                                 | Kristof Vandewalle                  | 91º                                 |                             |                             |                             |
| Euskaltel-Euskadi | Euskaltel-Euskadi      | Euskaltel-Euskadi | Orica-GreenEDGE                     | Orica-GreenEDGE                     | Orica-GreenEDGE                     |                             |                             |                             |
| 71                | Igor Antón             | 9º                | 151                                 | Allan Davis                         | 167º                                |                             |                             |                             |
| 72                | Mikel Astarloza        | 48º               | 152                                 | Simon Clarke                        | 77º                                 |                             |                             |                             |
| 73                | Mikel Landa            | 69º               | 153                                 | Julian Dean                         | 158º                                |                             |                             |                             |
| 74                | Juan José Oroz         | 50º               | 154                                 | Mitchell Docker                     | 166º                                |                             |                             |                             |
| 75                | Rubén Pérez            | 75º               | 155                                 | Cameron Meyer                       | NP 16ª                              |                             |                             |                             |
| 76                | Romain Sicard          | 44º               | 156                                 | Travis Meyer                        | 165º                                |                             |                             |                             |
| 77                | Amets Txurruka         | 30º               | 157                                 | Wesley Sulzberger                   | 145º                                |                             |                             |                             |
| 78                | Iván Velasco           | 26º               | 158                                 | Daniel Teklehaimanot                | 146º                                |                             |                             |                             |
| 79                | Gorka Verdugo          | 11º               | 159                                 | Pieter Weening                      | 88º                                 |                             |                             |                             |

## Corridori per nazionalità
| Numero ciclisti | Nazione                                                                                    |
| --------------- | ------------------------------------------------------------------------------------------ |
| 48              | Spagna                                                                                     |
| 22              | Francia                                                                                    |
| 20              | Italia, Paesi Bassi                                                                        |
| 19              | Belgio                                                                                     |
| 8               | Australia                                                                                  |
| 6               | Colombia, Germania, Portogallo                                                             |
| 5               | Polonia                                                                                    |
| 4               | Regno Unito, Kazakistan, Russia, Stati Uniti,                                              |
| 2               | Rep. Ceca, Danimarca, Lussemburgo, Nuova Zelanda, Svizzera, Ucraina                        |
| 1               | Bulgaria, Canada, Cina, Eritrea, Irlanda, Giappone, Lettonia, Norvegia, Svezia, Uzbekistan |